# La Victoire de Charlemagne
La Victoire de Charlemagne est un tableau d'Albrecht Altdorfer réalisé en 1518. Cette peinture à l'huile sur panneau de bois de tilleul (110,5 × 122 cm) est conservée au Germanisches Nationalmuseum de Nuremberg. Elle représente le triomphe de Charlemagne sur les Avars dans les environs de Ratisbonne.